# پیام‌گیر

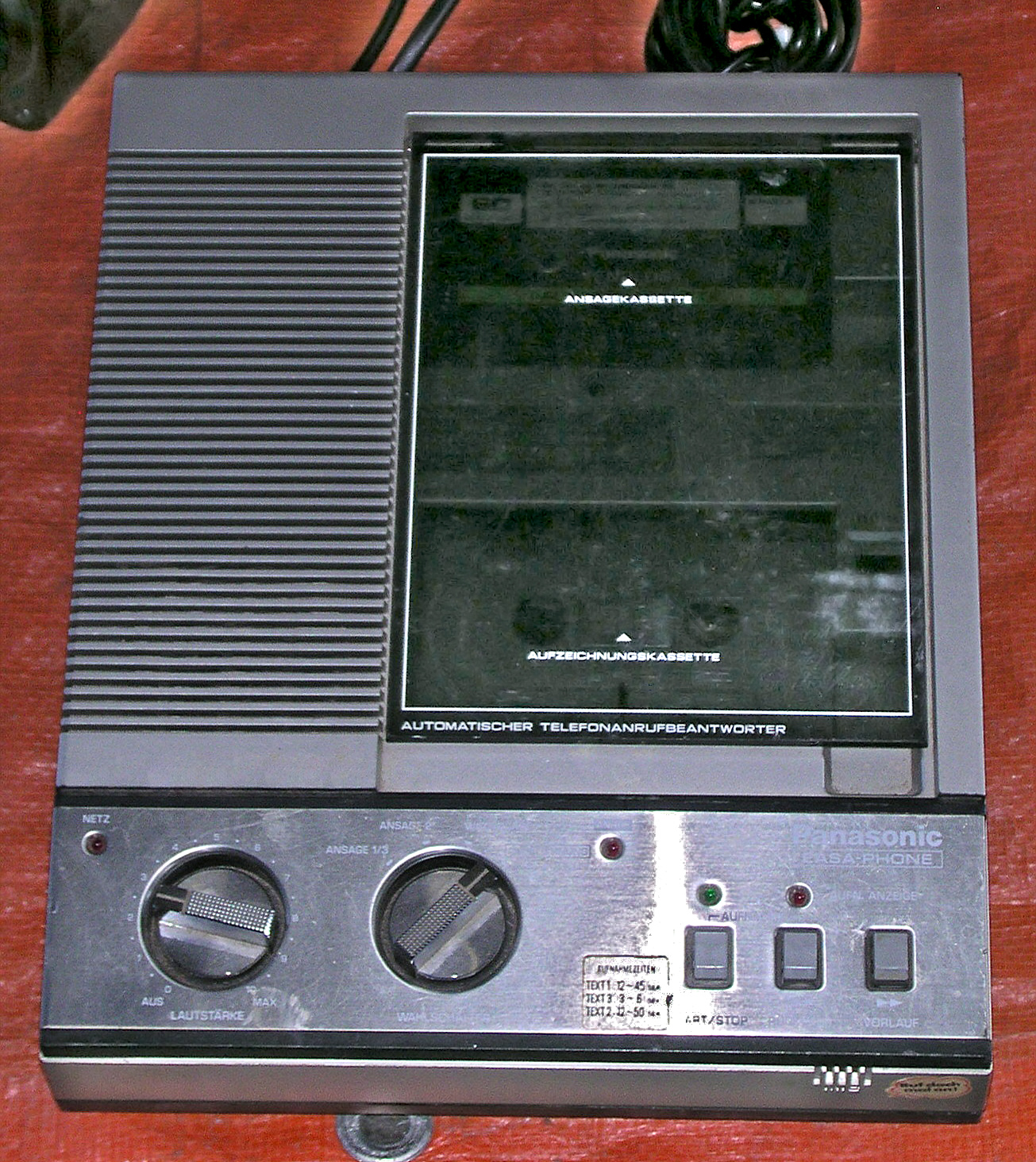
پیامگیر ساخت پاناسونیک

پیام‌گیر دستگاهی است برای ضبط خودکار پیام‌های تلفنی. از آن‌جایی که به دلیل استفاده از تلفن همراه و تکامل ارتباطات یکپارچه، روز به روز از اهمیت تلفن ثابت کاسته می‌شود، میزان استفاده از پیام‌گیرها هم روز به روز در حال کاهش است.

## تاریخچه
بیشتر پیام‌گیرهای سدهٔ ۲۰ میلادی از فناوری ضبط مغناطیسی استفاده می‌کردند که در ۱۸۹۸ میلادی به وسیلهٔ فالدمار پولسن اختراع شد. با استفاده وجود، دربارهٔ ساخت نخستین پیام‌گیر تلفن اختلاف نظر وجود دارد. کلارنس هیکمن که از ۱۹۳۰ میلادی در آزمایشگاه‌های بل بر روی بهبود روش‌های ضبط مغناطیسی صدا کار می‌کرد، در ۱۹۳۴ یک دستگاه پیام‌گیر ساخت. ولی این ساختهٔ او سال‌ها توسط شرکت ای‌تی و تی که مالک آزمایشگاه‌های بل بود مخفی نگاه داشته شد. چرا که تصور می‌شد این دستگاه سبب کاهش تماس‌های تلفنی خواهد شد. بسیاری ادعا می‌کنند مخترع پیام‌گیر ویلیام مولر در سال ۱۹۳۵ بوده است ولی ممکن است ویلیام شرگنز زودتر از او در ۱۹۳۱ آن را اختراع کرده باشد.